# Nessuno tocchi l'amore
Nessuno tocchi l'amore è un singolo di Renato Zero pubblicato nel 2013 da in download digitale, primo estratto dall'album Amo - Capitolo II.

## Il disco
Il brano porta la firma di Renato Zero per il testo, mentre la musica è di Renato Zero e Danilo Madonia (già compositore delle musiche di diversi brani del primo capitolo di Amo).
Insieme ad altre due canzoni di Amo - Capitolo II (ovvero Nuovamente e Il principe dell'eccentricità), è stato presentato in anteprima ai sei concerti, tutti sold-out, tenuti ad Assago dal 10 al 17 settembre facenti parte di Amo in Tour.

## Tracce
1. Nessuno tocchi l'amore – 4:44
2. Nessuno tocchi l'amore (radio edit) – 4:04

## Formazione
- Renato Zero - voce
- Fabrizio Leo - chitarra elettrica
- Paolo Costa - basso
- Lele Melotti - batteria
- Phil Palmer - chitarra acustica, chitarra elettrica
- Danilo Madonia - tastiera, cori, programmazione, pianoforte
- Luciano Ciccaglioni - chitarra acustica, chitarra elettrica